# Алаа Абдул-Захра
Алаа Абдул-Захра (араб. علاء عبدالزهرة خشَن العزاوي, нар. 22 грудня 1987, Багдад) — іракський футболіст, нападник клубу «Аль-Мінаа». Відомий за виступами за низку іракських та закордонних клубів, а також у складі національної збірної Іраку. Неодноразовий кращий бомбардир чемпіонату Іраку, чемпіон Іраку та Судану, зіграв понад 100 матчів за національну збірну Іраку.

## Клубна кар'єра
Алаа Абдул-Захра народився у 1987 році в Багдаді. У дорослому футболі дебютував 2004 року виступами за команду «Аль-Завраа», в якій грав до 2006 року, та відразу відзначився результативністю, відзначившись 9 забитими голами в 30 матчах. У 2006 році футболіст перейшов до іранського клубу «Мес», де в 11 проведених матчах відзначився 4 забитими м'ячами. У 2007 році Абдул-Захра грав у йорданському клубі «Шабаб Аль-Ордон», але зіграв за клуб лише 2 матчі. У 2008 році іракський нападник перейшов до суданського клубу «Аль-Меррейх», у якому став чемпіоном та володарем кубка країни, та одним із кращих бомбардирів. З 2009 до 2012 року Абдул-Захра грав у Катарі у складі низки клубів, зокрема «Аль-Хор», «Аль-Харітіят», «Аль-Вакра» та «Катар СК», у всіх яких зумів відзначитися бомбардирськими здібностями.
У 2012 році футболіст повернувся на батьківщину до клубу «Дахук», де грав до 2014 року. У 2014 Абдул-Захра перейшов до іранського клубу «Трактор Сазі», проте за короткий час став гравцем іракського клубу «Аш-Шорта». Наступного року футболіст перейшов до іншого іракського клубу «Аль-Завраа», у якому в перший сезон став чемпіоном Іраку, а наступного року кращим бомбардиром чемпіонату та володарем Кубку Іраку.
У 2017 році футболіст знову став гравцем клубу «Аш-Шорта», у складі якого грав до 2020 року. У складі багдадського клубу в сезоні 2018—2019 років став чемпіоном Іраку та кращим бомбардиром чемпіонату, а в 2019 році став володарем Суперкубку Іраку. У 2020 році Абдул-Захра знову став гравцем клубу «Аль-Завраа», але вже наступного року повертається до «Аш-Шорта», в якому тричі поспіль стає чемпіоном Іраку, а також ще по разу стає володарем Кубка та Суперкубка Іраку.
З 2024 року Алаа Абдул-Захра грає у складі клубу «Аль-Мінаа» з Басри.

## Виступи за збірні
З 2004 до 2007 року Алаа Абдул-Захра грав у складі молодіжної збірної Іраку. На молодіжному рівні зіграв у 36 офіційних матчах, забив 22 голи. У посиленому складі молодіжної збірної футболіст брав участь в Азійських іграх 2006 року, на яких іракська збірна здобула срібні медалі.
У 2007 році Абдул-Захра дебютував у складі національної збірної Іраку. У складі збірної був учасником розіграшу Кубка конфедерацій 2009 року у ПАР, кубка Азії з футболу 2011 року у Катарі та кубка Азії з футболу 2015 року в Австралії. У складі збірної Абдул-Захра грав до 2021 року, провів у її складі загалом 126 матчів, у яких відзначився 17 забитими м'ячами.

## Титули і досягнення
- Срібний призер Азійських ігор: 2006
- Бронзовий призер Кубка арабських націй: 2012
- Чемпіон Іраку: 2005—2006, 2015—2016, 2018—2019, 2021—2022, 2022—2023, 2023—2024
- Володар Кубка Іраку: 2016—2017, 2023—2024
- Володар Суперкубка Іраку: 2019, 2022
- Чемпіон Судану: 2008
- Володар Кубка Судану: 2008
- Кращий бомбардир чемпіонату Іраку: 2016—2017 (23 голи), 2018—2019 (28 голів)